# Менгес, Крис
Крис Менгес (англ. Chris Menges, род. 15 сентября 1940, Кингтон, Херефордшир, Англия) — британский кинооператор и режиссёр. Двукратный лауреат премии Оскар и премии BAFTA за операторскую работу.

## Биография
Потомок выходцев из Германии. Дед — скрипач, отец — композитор и дирижёр. Начинал кинооператором документальных и короткометражных лент, в том числе сотрудничал с Май Сеттерлинг, Линдсеем Андерсоном. Первый полнометражный фильм, в котором он выступал главным кинооператором — «Кес» Кена Лоуча (1968). Впоследствии работал с крупными режиссёрами в Великобритании и США. Член Британского и Американского общества кинооператоров.
В 1988 снял свой первый фильм как режиссёр.

## Избранная фильмография

### Операторские работы
- 1968: Кес / Kes (Кен Лоуч)
- 1971: Сыщик / Gumshoe (Стивен Фрирз)
- 1976: Last Summer (Стивен Фрирз, телевизионный, премия БАФТА за операторскую работу)
- 1979: Чёрный Джек / Black Jack (Кен Лоуч)
- 1979: Bloody Kids (Стивен Фрирз)
- 1980: The Gamekeeper (Кен Лоуч)
- 1981: Looks and Smiles (Кен Лоуч)
- 1981: A Question of Leadership (Кен Лоуч, телевизионный документальный)
- 1983: Местный герой/ Local Hero (Билл Форсайт, номинация на премию БАФТА за операторскую работу)
- 1983: Walter and June (Стивен Фрирз, телевизионный)
- 1984: Поля смерти / The Killing Fields (Ролан Жоффе, Оскар за операторскую работу, премия БАФТА, премия Британского общества кинооператоров, премия Нью-Йоркского сообщества кинокритиков, премия Ассоциации кинокритиков Лос-Анджелеса)
- 1984: Comfort and Joy (Билл Форсайт, премия Национального общества кинокритиков США)
- 1986: Миссия / The Mission (Ролан Жоффе, Оскар за операторскую работу, номинация на премию БАФТА за операторскую работу, премия Ассоциации кинокритиков Лос-Анджелеса)
- 1986: Fatherland (Кен Лоуч)
- 1987: Стыдливые люди / Shy People (Андрей Кончаловский)
- 1996: Майкл Коллинз / Michael Collins (Нил Джордан, номинация на Оскар за операторскую работу, номинация на премию БАФТА, премия Ассоциации кинокритиков Лос-Анджелеса)
- 1997: Боксёр (Джим Шеридан)
- 2001: Обещание / The Pledge (Шон Пенн)
- 2002: The Good Thief (Нил Джордан)
- 2002: Dirty Pretty Things (Стивен Фрирз, номинация на Европейскую кинопремию за операторскую работу)
- 2005: The Three Burials of Melquiades Estrada (Томми Ли Джонс, номинация на премию Независимый дух)
- 2005: Северная страна/ North Country (Ники Каро)
- 2006: Скандальный дневник/ Notes on a Scandal (Ричард Эйр)
- 2008: Чтец / The Reader (Стивен Долдри, номинация на Оскар за операторскую работу, номинация на премию БАФТА за операторскую работу)
- 2008: Жёлтый платочек счастья (Удаян Прасад)
- 2010: Ирландский маршрут / Route Irish  (Кен Лоуч)
- 2010: Телохранитель / London Boulevard (Уильям Монахан)
- 2011: Жутко громко и запредельно близко / Extremely Loud and Incredibly Close (Стивен Долдри)
- 2013: Эффект колибри / Hummingbird (Стивен Найт)

### Режиссёрские работы
- 1988: A World Apart (две премии Каннского МКФ, номинация на Золотую пальмовую ветвь, номинация на премию Независимый дух, премия Нью-Йоркского сообщества кинокритиков)
- 1992: CrissCross
- 1994: Second Best (специальная премия жюри Сан-Себастьянского МКФ, номинация на Золотую раковину)
- 1999: The Lost Son

## Признание
- Премия британского независимого кино за жизненное достижение (2001).